# Столяр

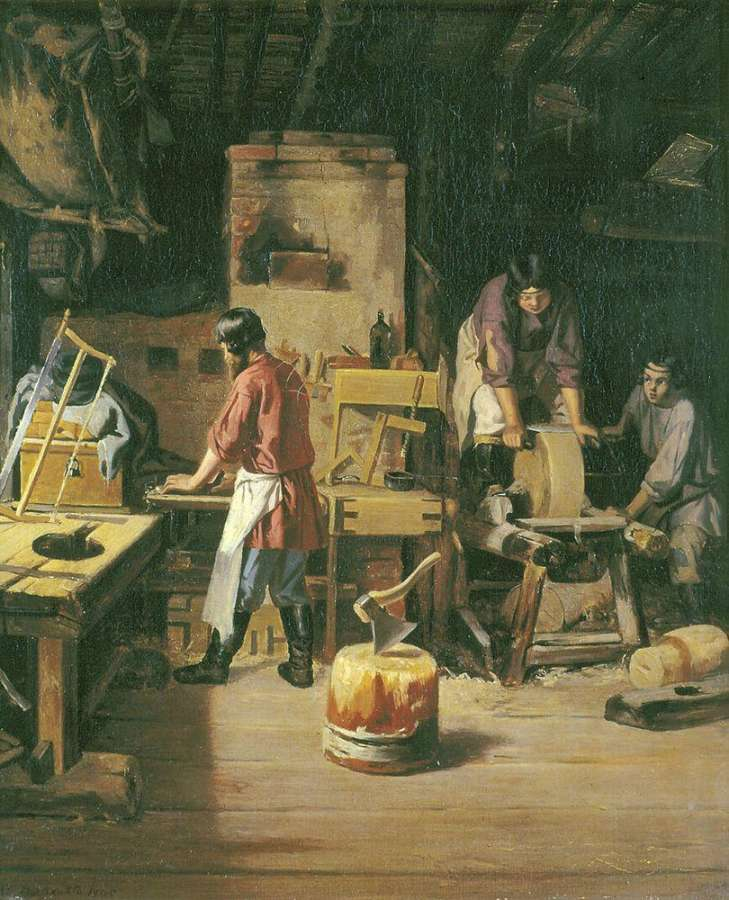
Лавр Плахов. У столярній майстерні. 1845

Сто́ляр, зрідка те́сля — робітник, фахівець, який обробляє (тонше, ніж теслярі) дерево і виготовляє вироби з нього (з дерева).

## Професія столяра в Україні
У Довідникові кваліфікаційних характеристик професій працівників є характеристики робітників «Столяр будівельний» і «Столяр — виробник декорацій».

### Столяр будівельний

#### Необхідні знання
- Основні властивості деревини, її основні породи та вади, властивості деревини твердих порід і способи її обробки;
- Способи приготування столярного клею;
- Правила поводження з електроінструментом;
- Способи виготовляння з'єднань і збирання елементів столярних виробів;
- Способи забивання окремих місць деревини;
- Способи виготовляння столярних виробів середньої складності, виготовляння, приганяння та навішування складних столярних виробів, виготовляння й установлювання особливо складних столярних виробів.

#### Кваліфікаційні вимоги
В Україні до робітників за фахом «Будівельний столяр» висуваються такі кваліфікаційні вимоги:
- для ІІ розряду: базова або неповна базова загальна середня освіта; одержання професії безпосередньо на виробництві; без вимог до стажу роботи;
- для ІІІ розряду: повна або базова загальна середня освіта або професійно-технічна освіта без вимог до стажу роботи або одержання професії безпосередньо на виробництві, підвищення кваліфікації і стаж роботи будівельним столяром ІІ розряду не менше 1 року;
- для IV розряду: повна/базова загальна середня освіта або професійно-технічна освіта або ж підвищення кваліфікації; стаж роботи будівельним столяром ІІІ розряду не менше 1 року;
- для V розряду: повна/базова загальна середня освіта або професійно-технічна освіта або ж підвищення кваліфікації; стаж роботи будівельним столяром IV розряду не менше 1 року;
- для VI розряду: повна/базова загальна середня освіта або професійно-технічна освіта або підвищення кваліфікації; стаж роботи будівельним столяром V розряду не менше 1 року.

### Столяр— виробникдекорацій
Робітник за фахом «Столяр — виробник декорацій»:
- Виготовляє та збирає сполучення у деталях декорацій із обробленням ручним способом;
- Виготовляє найпростіші меблі;
- Загострює та заправляє різальний інструмент;
- Готує столярний клей;
- Здійснює ремонт простих столярних виробів;
- Зачищує бруски та дошки після механічної обробки;
- Виконує за кресленням та ескізами прості столярні роботи;
- Виготовляє, збирає та обробляє ручним способом з наступним оздобленням елементи простих декорацій та меблі;
- Здійснює механічне оброблення простих деталей на деревообробних верстатах з ручною та механічною подачею;
- Здійснює ремонт столярних виробів середньої складності;
- Виконує за кресленням та ескізами столярні роботи середньої складності;
- Виготовляє та збирає елементи декорацій середньої складності із наступним оздобленням;
- Виготовляє та збирає декоративні меблі;
- Здійснює механічне оброблення деталей середньої складності на деревообробних верстатах із ручною та механічною подачею;
- Здійснює ремонт складних столярних виробів, заточування та налагодження ручного столярного інструменту;
- За ескізами, кресленням та вказівкою художника виконує складні столярні роботи з виготовлення та збирання елементів декорацій;
- Обробляє складні деталі електроінструментами та на складних деревообробних верстатах з ручною та механічною подачею;
- Виготовляє складні сполучення;
- Здійснює реставрацію різноманітних меблів;
- Проводить роботи з підготовки та обчищення поверхонь під склеювання;
- Виконує за кресленнями, ескізами та вказівками художника особливо складні столярні роботи з виготовлення та збирання елементів декорацій та стильних меблів;
- Травить та лакує поверхні;
- Виконує за кресленнями, ескізами та вказівками художника складні архітектурні побудови різних стилів та епох;
- Полірує поверхні;
- Виготовляє та відновлює меблі всіх стилів і епох та музичні інструменти із цінних порід деревини;
- Збирає та встановлює складні панелі.

#### Необхідні знання
- Призначення робочого та контрольно-вимірювального інструменту, що застосовується під час столярних робіт;
- Породи деревини та її вади
- Властивості столярного та казеїнового клею;
- Сорти лісоматеріалів основних твердих та м'яких порід деревини;
- Основні правила викреслювання за ескізами нескладних шаблонів, деталей та сполучень;
- Різні способи оброблення дерева на деревообробних верстатах;
- Креслення та ескізи простої, середньої складності;
- Рецептура різних видів клею;
- Типи та конструкції столярних виробів;
- Технологія механічного оброблення деревини;
- Рецептура та способи приготування оздоблювальних матеріалів;
- Оздоблення поверхонь травленням, фанеруванням, політурою та лаком;
- Суміші політур, протрав, лаків та правила їх виготовлення;
- Цінні породи дерева;
- Правила внутрішнього трудового розпорядку, правила і норми охорони праці, виробничої санітарії та протипожежного захисту.

## Столяр-мебляр
Столяр-мебляр — майстер, який виготовляє меблі; той, хто працює на меблевому підприємстві.